# Gosder Cherilus
Gosder Cherilus (Haiti, 28 giugno 1984) è un giocatore di football americano haitiano che gioca nel ruolo di offensive tackle per i Tampa Bay Buccaneers della National Football League (NFL). Fu scelto nel corso del primo giro (17º assoluto) del Draft NFL 2008 dai Detroit Lions. All'università ha giocato a football al Boston College.

## Carriera professionistica

### Detroit Lions
Cherilus fu scelto nel corso del primo del Draft 2008 dai Detroit Lions. Si conquistò il ruolo di titolare a partire dalla terza partita della carriera e lo mantenne per tutte le cinque stagioni che disputò coi Lions.

### Indianapolis Colts
Il 12 marzo 2013, Cherilus firmò con gli Indianapolis Colts. Nella prima stagione con la nuova maglia disputò come titolare tutte le 16 partite.

### Tampa Bay Buccaneers
Nel 2015, Cherilus firmò coi Tampa Bay Buccaneers.

## Statistiche
| Partite totali      | 106 |
| Partite da titolare | 102 |

Statistiche aggiornate alla settimana 2 della stagione 2015